# Волков Иван Алексеевич (полковник РККА)

## Биография
Из крестьян. В юности работал столяром в Рязани, затем успешно связал жизнь с военной службой.
Служил в Русской императорской армии в 1915-17 годы. Учился на пулемётчика в Ораниенбауме. Ефрейтором отправился на Западный фронт, где воевал наводчиком пулемёта в 18-м пехотном полку 5-й пехотной дивизии. За боевые отличия имел награды и произведен в унтер-офицеры. Окончил петергофскую школу прапорщиков и назначен командиром взвода в 78-й пехотный запасной полк в Рязани. 
В Красной гвардии с октября 1917 года. Сформировал красногвардейский отряд при Рязанском губисполкоме, а затем и 1-й Рязанский ревполк, при котором возглавил пулемётную команду. Под Воронежем участвовал в боях против войск генералов П. Н. Краснова и А. М. Каледина, влившись в 3-ю бригаду 3-й партизанской дивизии войск Курского направления. В апреле 1919 в бою у ст. Красная был ранен. Выйдя из госпиталя, с июня замещал командира 4-го Рязанского запасного полка в Раненбурге. 

#### Воевал с поляками
В декабре 1919 отправился на Западный фронт, где командовал батальоном в 70-м стрелковом полку 24-й бригады 8-й стрелковой дивизии. Воевал на р. Березина и Висла, под городами Игумен и Барановичи, на варшавском направлении. Его полк попал в окружение при отходе от Варшавы и пробивался на Ново-Минск. Волков попал в плен, неделю находился в Седлецкой тюрьме, заболел тифом, затем бежал.
Служил начальников пулькоманды в Бобруйске и Москве (1921-22). Уволен со службы, через два месяца добровольно вступил в Минскую стрелковую дивизию - начальником пулькоманды, полковой школы, комроты и комбатальона.  
Окончил курсы «Выстрел». Преподавал на Ленинградских бронетанковых КУКС им. Бубнова (1930), в Орловской бронетанковой школе командовал батальоном. Преподавал в Военной академии моторизации и механизации им. Сталина (1932). И в Военно-политической академии РККА им. Толмачева (1934). Заочно окончил Военную академию им. Фрунзе (1938).

#### Начало ВОВ
Войну полковник Волков встретил в Ростове-на-Дону. 30 июня 1941 его назначили начальником оперативного отдела штаба 19-й армии, которая двигалась на Юго-Западный фронт. 
Из-под Киева 19-ю армию перебросили в р-н Витебска, с 8 июля её части прямо с эшелонов вступили в тяжелые бои за город. 15 июля по приказу командарма Конева полковника Волкова оставили прикрывать шоссе Витебск–Смоленск с небольшой группой. Выполнив задачу, группа с 20 июля в окружении отходила на Кардымово, 23 июля она пробилась к 19-й армии, которая вела бои на подступах к Смоленску. 
25 июля армию перекинули на ярцевское направление. С 24 сентября 1941 полковник Волков возглавляет 91-ю стрелковую дивизию, занявшую оборону по р. Вопь в 15 км от с. Ярцево.

#### Плен, переход к немцам
1 октября немец перешёл в наступление на вяземском направлении. Двое суток части 91-й дивизии удерживали позиции, нанося противнику урон в живой силе и технике. 2 октября немецкие части окружили дивизию, отрезав от штаба армии. Ночью на 10 октября 91-я сд, соединившись со штабом армии, пошла на прорыв. Полковник Волков вывел личный состав с оружием, и в составе группы до 5 тысяч человек начал пробивался на восток. За ночь они прошли 40 км лесами и болотами и вышли южнее Вязьмы. Утром 13 октября в перестрелке с противником полковник Волков был тяжело ранен и без сознания попал в плен. До 15 февраля 1942 находился в лагерном госпитале в Смоленске, потом переведен в германский Лукенвальде, затем - в лагерь в 40 км от Берлина. В следующем лагере в г. Валяу согласился вступить в «Боевой союз русских националистов». 
В ноябре 1942 Волков направлен в Люблин, где назначен начштаба во 2-ю русскую дружину СС. Волков командовал учебным батальоном - готовил прапорщиков и унтер-офицеров. С марта 1943 служил в 1-м русском нацполку СС В. В. Гиля, затем в 1-й русской нацбригаде СС. Участвовал в боевых действиях против советских партизан. 16 августа 1943 бригада перешла обратно - на сторону партизанского отряда им. Железняка. Накануне перехода Гиль назначил Волкова начальником разведки. Едва перейдя к своим, бригада переименовала себя в 1-ю антифашистскую партизанскую. Год проходил проверку в спецлагере НКВД (май 1944-март 1945). 

#### После войны
После проверки (13 мая 1945) Волков возглавил 9-ю воздушно-десантную Полтавскую дивизию. Он был награждён за бои под Смоленском в 1941 орденом Красного Знамени. В 1946 уволен в запас. 
В 1947 арестован, осужден и приговором суда лишен воинского звания «полковник». В 1956 на основании Указа об амнистии от 17.9.1955 освобожден из мест заключения и восстановлен в правах.